# Beatrice Aboyade
Beatrice Aboyade (sinh ngày 24 tháng 8 năm 1935)  là một thủ thư người Nigeria và là giáo sư về nghiên cứu thư viện tại Đại học Ibadan. Được mô tả là người tiên phong về Thư viện ở Nigeria bởi Bách khoa toàn thư về dịch vụ thông tin và thư viện thế giới, Aboyade đã làm việc trong các thư viện của Đại học Ibadan và Đại học Ile-Ife.

## Giáo dục và cuộc sống ban đầu
Aboyade đã được giáo dục tiểu học tại Trường tiểu học Christ Church, Porogun, Ijebu Ode. Bà tiếp tục học tại Queen's College, Lagos, để học trung học từ năm 1948-51. Trong khoảng thời gian 1952-53, bà đã hoàn thành trường trung học của mình tại trường cao đẳng Queens, Ede. Bà có bằng tiếng Anh đầu tiên của Đại học Ibadan năm 1960, sau đó lấy thêm bằng cấp từ Đại học Michigan vào năm 1964. Năm 1970, bà hoàn thành bằng tiến sĩ từ Unibadan. Bà đã kết hôn với một giáo sư kinh tế, cho đến khi ông qua đời vào năm 1961.

## Nghề nghiệp
Aboyade đã làm việc trong các năng lực khác nhau như là một cán bộ thư viện đại học tại Đại học Obafemi Awolowo và Đại học Ibadan. Năm 1978, bà đã trở thành giáo sư nghiên cứu thư viện tại Unibadan và là trưởng phòng của Thư viện, Lưu trữ và Nghiên cứu thông tin tại trường đại học. Bà cũng điều hành Hệ thống thông tin phát triển nông thôn (RUDIS), giúp tăng khả năng tiếp cận thông tin cho người dân nông thôn ở châu Phi. Aboyade làm việc ngắn gọn tại tập đoàn phát thanh truyền hình Nigeria trước khi bà bắt đầu sự nghiệp với tư cách là một thủ thư.